# اچ‌ام‌سی‌اس کیتچنر (کی۲۲۵)
اچ‌ام‌سی‌اس کیتچنر (کی۲۲۵) (به انگلیسی: HMCS Kitchener (K225)) یک کشتی بود که طول آن ۲۰۵ فوت (۶۲٫۴۸ متر) بود. این کشتی در سال ۱۹۴۱ ساخته شد.